# OCESA
OCESA (anteriormente Operadora De Centro De Espectáculos S.A.) es un promotor de conciertos mexicano fundado en 1990 por Alejandro Soberón Kuri. La empresa organiza conciertos, festivales musicales y otros eventos en vivo. Actualmente es el promotor musical más grande de México. Tiene su sede en el Hipódromo de las Américas en Ciudad de México, México. OCESA es subsidiaria de Live Nation Entertainment y Grupo CIE.

## Historia
En 1994, Bruce Moran, presidente de OCESA Presents, intentó traer más artistas extranjeros a México. Como parte de esta iniciativa, la empresa organizó espectáculos y giras de conciertos con artistas como Pink Floyd, Paul McCartney, Madonna y Santana. Durante el mandato de Moran, la empresa también comenzó a expandirse hacia la gestión de talentos cuando se hizo cargo de parte de las operaciones de Ogden Entertainment Services, su propietario mayoritario en ese momento, y contrató a su personal.
En 2019, Live Nation planeó adquirir una participación mayoritaria en OCESA por $500 millones, comprando el 40% de participación de la empresa de medios mexicanos Televisa. Live Nation se retiró en mayo de 2020. Televisa declaró que estaba considerando opciones legales después de esto. Sin embargo, Live Nation Entertainment reanudó su adquisición el 13 de septiembre de 2021.

## Filiales
La división de teatro de OCESA es Ocesa Teatro. OCESA también es propietaria del sello discográfico y agencia de talentos OCESA Seitrack.